# Roche chimique
Une roche chimique est une roche sédimentaire produite par la précipitation de composés chimiques en solution aqueuse.

## Formation
Les roches chimiques se forment par la précipitation de minéraux à partir d'éléments dissous entraînés dans les lacs ou les mers,. Les éléments dissous proviennent de l'altération des minéraux de la croûte par la pluie, et sont transportés sous forme ionique par le ruissellement vers des zones de basse altitude ; en raison du rayonnement solaire l'eau s'évapore et se concentre en ions, des sels précipitent quand leur produit de solubilité est dépassé et constituent de nouveaux minéraux comme l'halite ou la sylvine. De manière analogue, les stalactites et les stalagmites se forment par précipitation du carbonate de calcium présent à l'état dissous dans l'eau qui s'infiltre dans les grottes.
Quand la précipitation des minéraux découle du métabolisme d'organismes vivants, les roches qu'ils forment sont qualifiées de roches biochimiques. C'est notamment le cas des radiolarites (formées à partir du squelette siliceux des radiolaires) et des récifs coralliens (formés à partir du squelette calcaire des coraux).

## Principaux types
- Roches carbonatées : calcaire, dolomie, marne.
- Évaporites :  sel gemme, gypse.

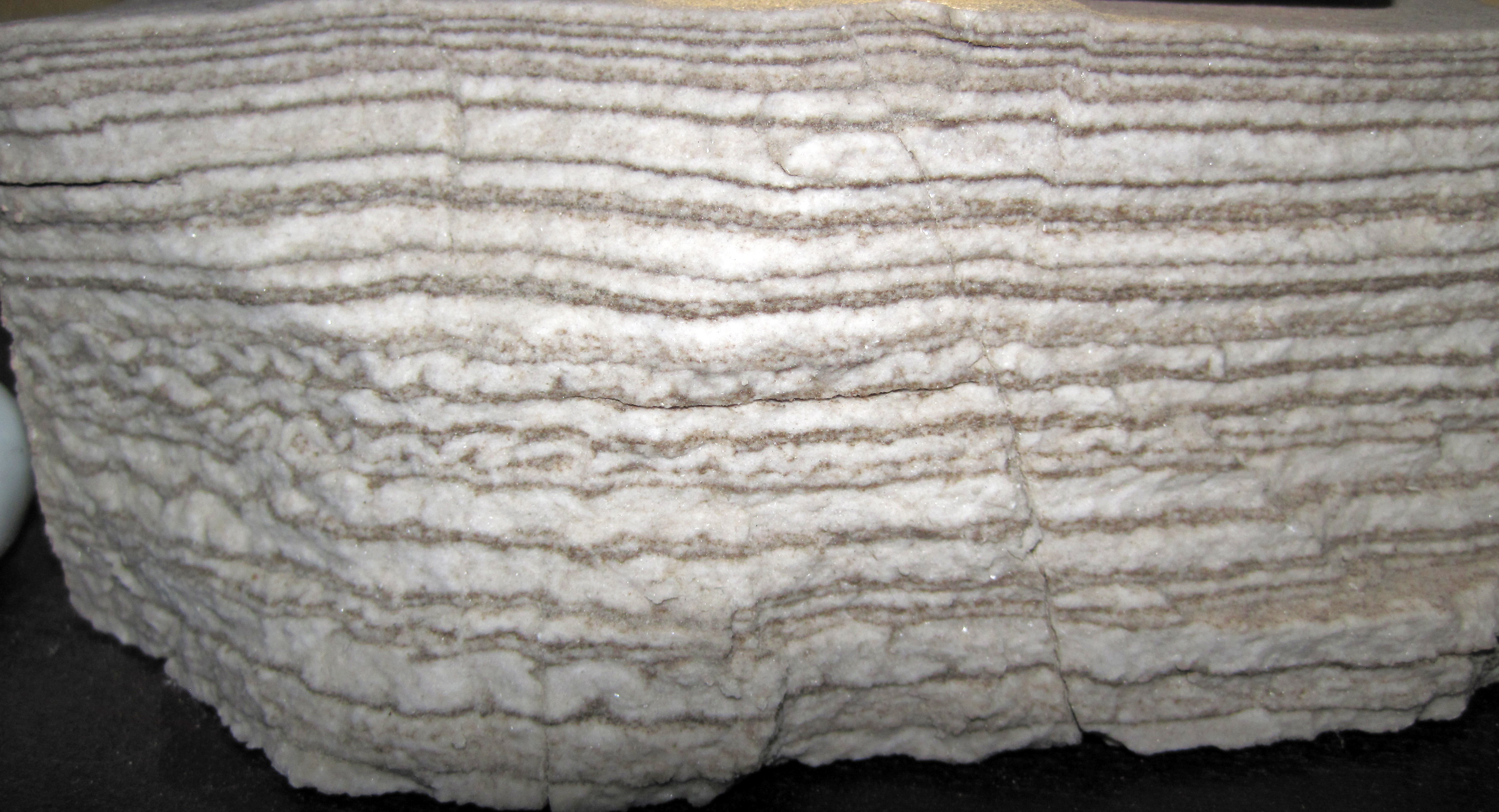
Empilement de couches de gypse (gris clair) et de calcite (brun foncé). Formation Castile (en), Nouveau-Mexique (États-Unis).
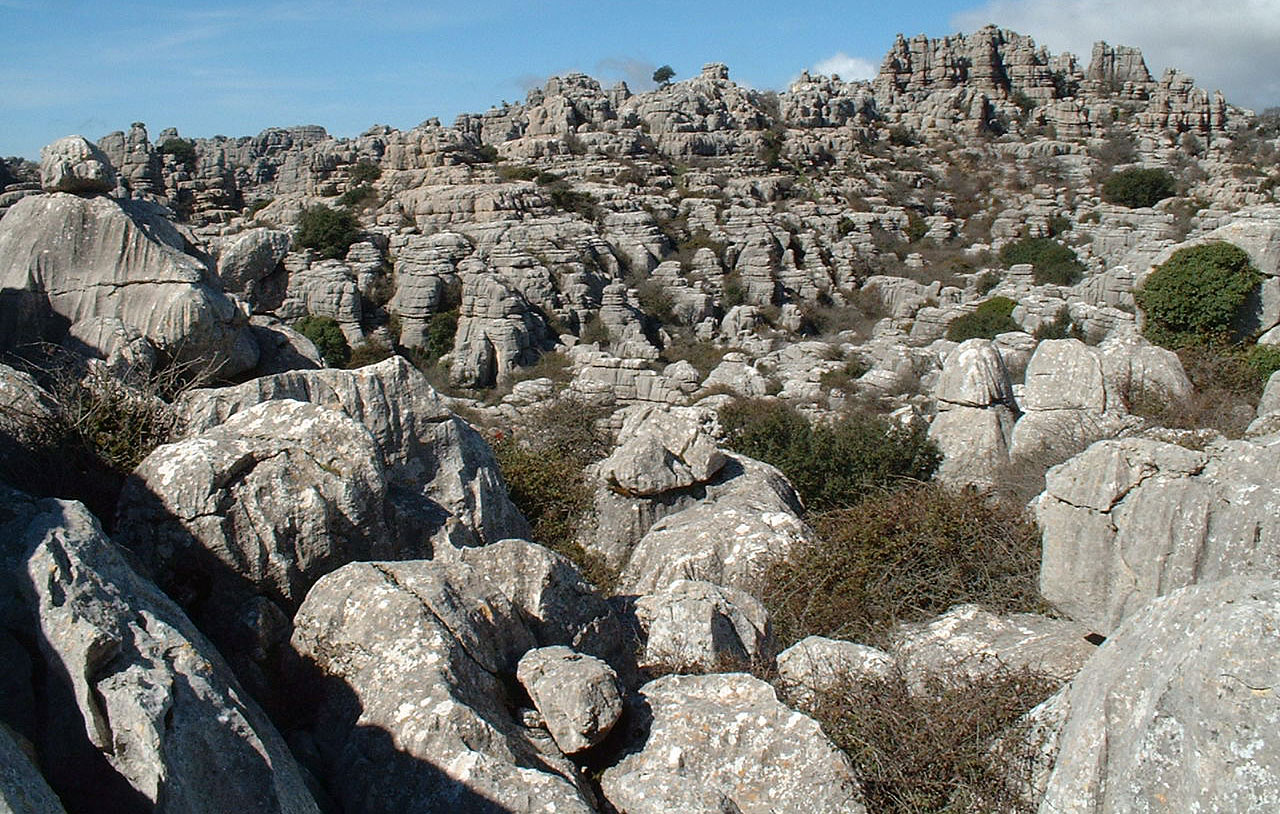
Calcaires karstiques. Torcal de Antequera, province de Malaga  (Andalousie, Espagne).
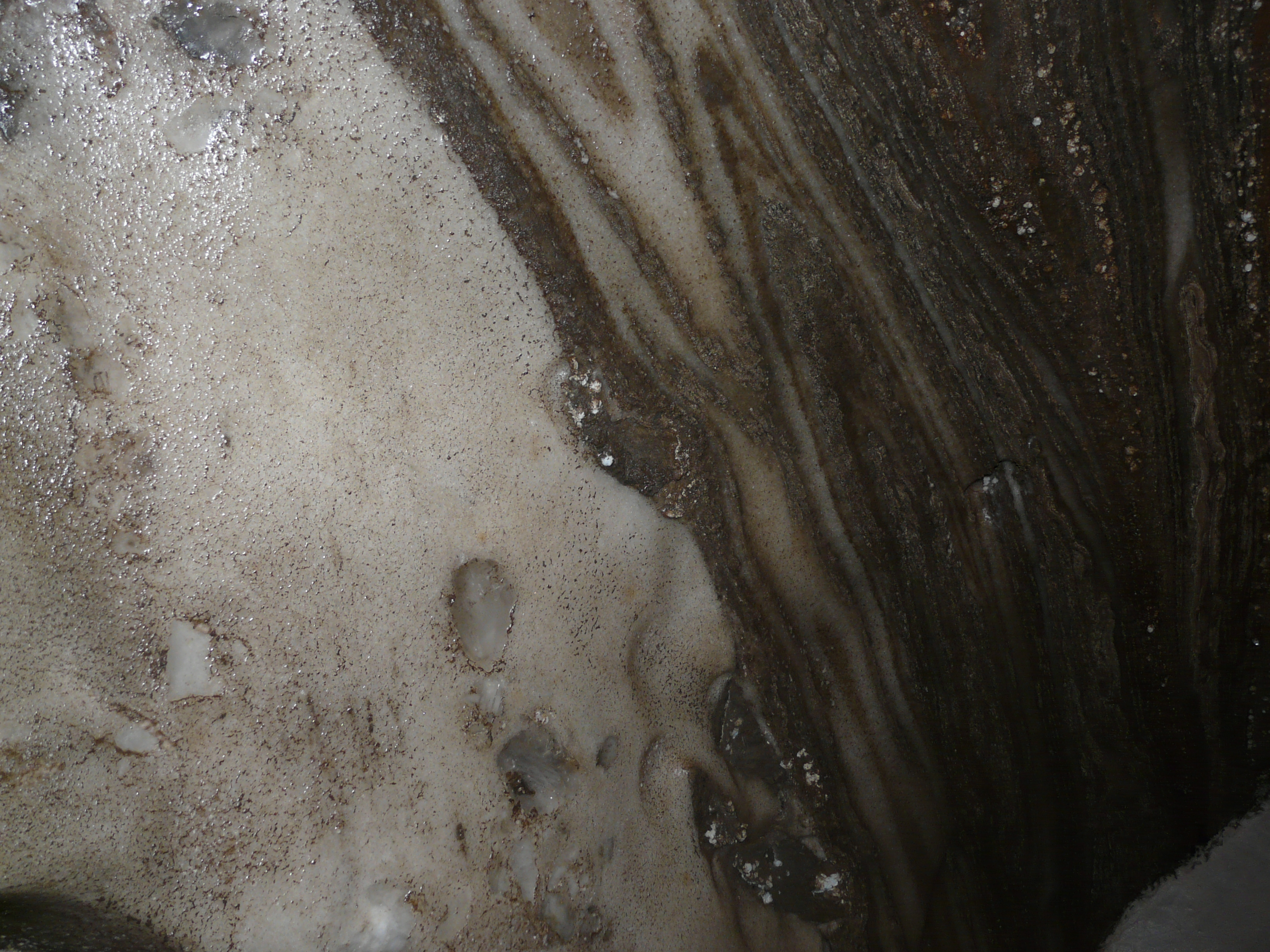
Fines couches de halite, plissées. Mines de sel de Wieliczka et de Bochnia (voïvodie de Petite-Pologne, Pologne).